# Bahnstrecke Pečky–Zásmuky
| Kursbuchstrecke (SŽ): | 012, 013             |                                                     |                                                     |
| Streckenlänge: | 19,825 km            |                                                     |                                                     |
| Spurweite: | 1435 mm (Normalspur) |                                                     |                                                     |
| Streckenklasse: | C3                   |                                                     |                                                     |
| Maximale Neigung: | 16 ‰                 |                                                     |                                                     |
| Streckengeschwindigkeit: | 60 km/h              |                                                     |                                                     |
| |                      |                                                     |                                                     |
| \| \| \| von Česká Třebová (vorm. k.k. Nördliche Staatsbahn) \| \| \| \| 0,000 \| Pečky \| Pečky \| \| \| \| nach Praha (vorm. k.k. Nördliche Staatsbahn) \| \| \| \| \| (Neutrassierung 1953) \| \| \| \| \| vlečka Chemische Fabrik \| \| \| \| \| „Rangierstation“ \| \| \| \| \| vlečka cukrovar Pečky \| \| \| \| \| \| \| \| \| 2,700 \| Radim \| Radim \| \| \| 3,654 \| Chotutice \| Chotutice \| \| \| 4,650 \| Chroustov \| Chroustov \| \| \| 6,050 \| Vrbčany \| Vrbčany \| \| \| 7,488 \| Plaňany \| Plaňany \| \| \| \| vlečka cukrovar Plaňany \| \| \| \| 8,370 \| Plaňany zastávka \| Plaňany zastávka \| \| \| 9,104 \| Žabonosy \| Žabonosy \| \| \| 10,540 \| Zalešany \| Zalešany \| \| \| 12,922 \| Bošice \| Bošice \| \| \| \| vlečka BOLETEX (ehem. nach Svojšice) \| \| \| \| \| nach Kouřim (vorm. ÖLEG) \| \| \| \| 14,720 \| Bošice zastávka \| Bošice zastávka \| \| \| 16,300 \| Toušice \| Toušice \| \| \| \| von Bečváry (vorm. StEG) \| \| \| \| 19,825 \| Zásmuky \| Zásmuky \| \| \| \| vlečka cukrovar Pečky \| \| \| \| \| (Streckenende) \| \| |                      |                                                     |                                                     |
| Strecke |                      | von Česká Třebová (vorm. k.k. Nördliche Staatsbahn) | von Česká Třebová (vorm. k.k. Nördliche Staatsbahn) |
| Bahnhof | 0,000                | Pečky                                               | Pečky                                               |
| Abzweig geradeaus und nach rechts |                      | nach Praha (vorm. k.k. Nördliche Staatsbahn)        | nach Praha (vorm. k.k. Nördliche Staatsbahn)        |
| Strecke von links · Abzweig geradeaus und nach rechts |                      | (Neutrassierung 1953)                               | (Neutrassierung 1953)                               |
| Strecke · Abzweig geradeaus und ehemals nach links |                      | vlečka Chemische Fabrik                             | vlečka Chemische Fabrik                             |
| Strecke · ehemaliger Dienststation / Betriebs- oder Güterbahnhof |                      | „Rangierstation“                                    | „Rangierstation“                                    |
| Strecke · Abzweig geradeaus und nach links |                      | vlečka cukrovar Pečky                               | vlečka cukrovar Pečky                               |
| Strecke nach links · Abzweig ehemals geradeaus und von rechts |                      |                                                     |                                                     |
| Haltepunkt / Haltestelle | 2,700                | Radim                                               | Radim                                               |
| Haltepunkt / Haltestelle | 3,654                | Chotutice                                           | Chotutice                                           |
| Haltepunkt / Haltestelle | 4,650                | Chroustov                                           | Chroustov                                           |
| Haltepunkt / Haltestelle | 6,050                | Vrbčany                                             | Vrbčany                                             |
| Bahnhof | 7,488                | Plaňany                                             | Plaňany                                             |
| Abzweig geradeaus und ehemals von links |                      | vlečka cukrovar Plaňany                             | vlečka cukrovar Plaňany                             |
| Haltepunkt / Haltestelle | 8,370                | Plaňany zastávka                                    | Plaňany zastávka                                    |
| Haltepunkt / Haltestelle | 9,104                | Žabonosy                                            | Žabonosy                                            |
| Haltepunkt / Haltestelle | 10,540               | Zalešany                                            | Zalešany                                            |
| Bahnhof | 12,922               | Bošice                                              | Bošice                                              |
| Abzweig geradeaus und nach links |                      | vlečka BOLETEX (ehem. nach Svojšice)                | vlečka BOLETEX (ehem. nach Svojšice)                |
| Abzweig geradeaus und nach rechts |                      | nach Kouřim (vorm. ÖLEG)                            | nach Kouřim (vorm. ÖLEG)                            |
| Haltepunkt / Haltestelle | 14,720               | Bošice zastávka                                     | Bošice zastávka                                     |
| Haltepunkt / Haltestelle | 16,300               | Toušice                                             | Toušice                                             |
| Abzweig geradeaus und von links |                      | von Bečváry (vorm. StEG)                            | von Bečváry (vorm. StEG)                            |
| Bahnhof | 19,825               | Zásmuky                                             | Zásmuky                                             |
| Abzweig geradeaus und ehemals nach rechts |                      | vlečka cukrovar Pečky                               | vlečka cukrovar Pečky                               |
| |                      | (Streckenende)                                      |                                                     |

Die Bahnstrecke Pečky–Zásmuky ist eine regionale Eisenbahnverbindung in Tschechien, die ursprünglich durch die Österreichische Lokaleisenbahngesellschaft (ÖLEG) als staatlich garantierte Lokalbahn erbaut und betrieben wurde. Sie beginnt in Pečky und führt nach Zásmuky im Středočeský kraj.
Nach einem Erlass der tschechischen Regierung ist die Strecke seit dem 20. Dezember 1995 als regionale Bahn („regionální dráha“) klassifiziert.

## Geschichte
Die Konzession für eine „Locomotiv-Eisenbahn von der Station Peček nach Zasmuk mit Abzweigungen“ erhielt die ÖLEG am 28. August 1880. Gesetzlich festgehalten war darin auch die Genehmigung für eine Zweigbahn nach Kouřim und zur Zuckerfabrik Karlsthal (cukrovar Karlov) in Svojšice. Die ÖLEG eröffnete die Strecken der Localbahn Peček–Zasmuk mit allen Abzweiglinien am 15. Februar 1882. Den Betrieb führte die ÖLEG selbst aus. 

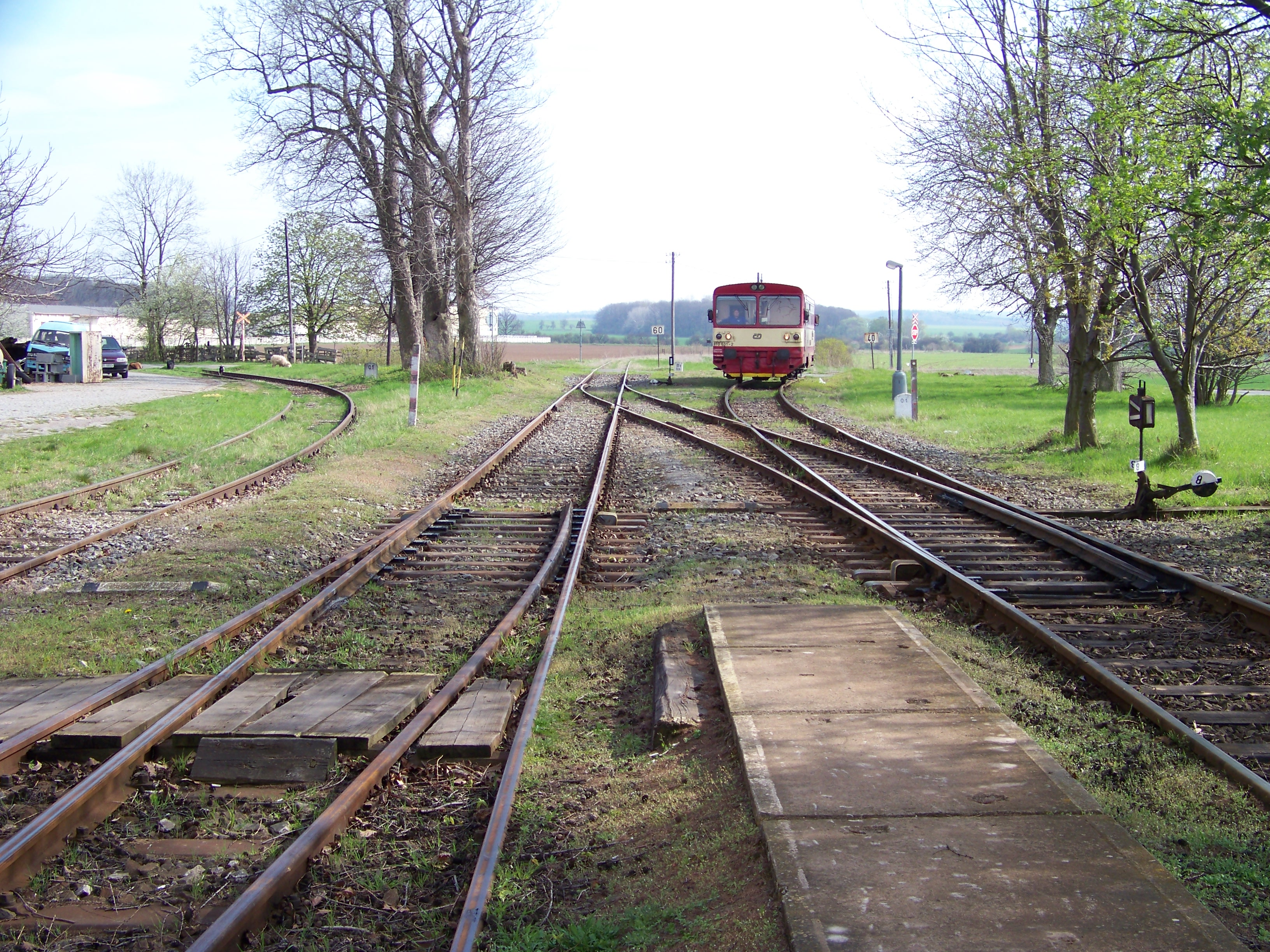
Bahnhof Bošice: links das ehemalige Gleis nach Svojšice (heute Anschlussbahn), in der Mitte nach Zásmuky und rechts nach Kouřim (2010)

Die Strecke erschloss ein landwirtschaftlich geprägtes Hügelland in der Mitte Böhmens, wo vor allem Zuckerrübenanbau und Zuckerproduktion charakteristisch waren. Im Bahngebiet der Localbahn befanden sich insgesamt vier durch Zweiggleise angebundene Zuckerfabriken, so in Pečky, Plaňany, Svojšice und Zásmuky.
Am 1. Januar 1884 ging die Konzession von der ÖLEG an die privilegierte österreichisch-ungarische Staatseisenbahngesellschaft (StEG) über. Diese errichtete noch eine Ergänzungsstrecke von Zásmuky nach Bečváry, die am 1. August 1887 nur für den Güterverkehr in Betrieb genommen wurde. Als die dort anschließende Strecke der Lokalbahn Kolin–Čerčan–Kácow eröffnet wurde, erfolgte am 6. August 1901 auch die Aufnahme des Personenverkehrs. Fortan waren beide Strecken betrieblich eine Einheit und es verkehrten durchgehende Reisezüge zwischen Pečky und Bečváry.  
Nach Verstaatlichung der StEG am 15. Oktober 1909 kam die Strecke ins Eigentum der k.k. Staatsbahnen (kkStB). Infolge des von Österreich verlorenen Ersten Weltkrieges gehörte die Strecke ab 1918 zum Netz der neu gegründeten Tschechoslowakischen Staatseisenbahnen (ČSD). Der erste Fahrplan der ČSD von 1919 wies insgesamt zwei Reisezugpaare über die Gesamtstrecke aus, von denen nur eines von und nach Bečváry verkehrte.
Im Zusammenhang mit dem Umbau des Bahnhofes in Pečky errichtete die ČSD Anfang der 1950er Jahre zwischen Pečky und Radim eine günstiger trassierte Neubaustrecke, die am 9. April 1953 eröffnet wurde. Die alte Trasse blieb dabei im Stadtgebiet von Pečky als Anschlussbahn für die dortige Industrie erhalten.

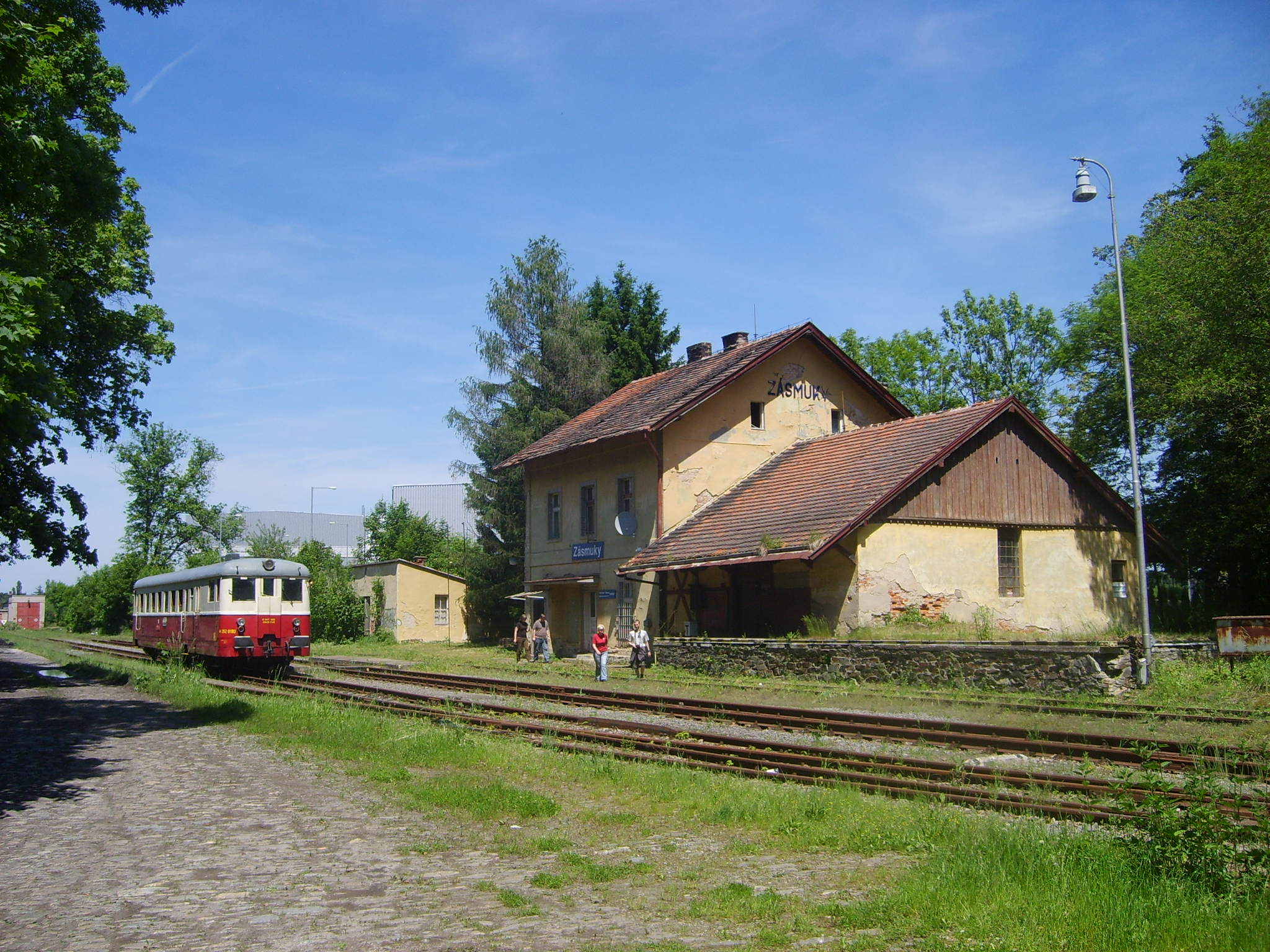
„Podlipanský motoráček“ im Bahnhof Zásmuky (2010)

Ende der 1980er Jahre wies der Fahrplan der Lokalbahn den dichtesten Zugverkehr in ihrer Geschichte auf: Der Jahresfahrplan 1988/89 verzeichnete insgesamt 14 Zugpaare zwischen Pečky und Kouřim. Acht Zugpaare verkehrten auf der weiteren Strecke zwischen Bošice und Zásmuky.
Nach der samtenen Revolution in der Tschechoslowakei im Jahr 1989 ging die erbrachte Verkehrsleistung im Reise- und Güterverkehr nach und nach zurück. Schnellere Buslinien und der zunehmende Individualverkehr zogen Reisende ab. Am 1. Januar 1993 ging die Strecke im Zuge der Auflösung der Tschechoslowakei an die neu gegründeten České dráhy (ČD) über. Zum Fahrplanwechsel am 10. Dezember 2006 wurde schließlich der planmäßige Reiseverkehr zwischen Bošice und Zásmuky und weiter nach Bečváry eingestellt.
Heute wird nur noch zwischen Pečky und Kouřim ein regelmäßiger Schienenpersonennahverkehr angeboten. Insgesamt 12 Zugpaare verkehren in einem Zweistundentakt, der werktäglich zu den Hauptverkehrszeiten zum Einstundentakt verdichtet ist. Alle Züge verkehren heute ohne Zugbegleiter und halten auf allen Haltepunkten nur bei Bedarf. Güterverkehr findet nur noch bedarfsweise statt. Zwischen Bošice und Zásmuky fahren heute nur noch im Sommerhalbjahr Reisezüge. Zwei Zugpaare verkehren als „Podlipanský motoráček“ zwischen Pečky, Kouřim, Zásmuky und Bečváry. Zum Einsatz kommen historische Triebwagen des privaten Eisenbahnverkehrsunternehmens KŽC Doprava.